# 洗澡 (长篇小说)
《洗澡》，杨绛的代表性长篇小说。

## 写作和出版
杨绛在该长篇小说的前言里说：“解放后知识分子的‘三反’思想改造，因‘脱裤子’、‘割尾巴’的别称不雅而命名为‘洗澡’”，这就是书名的由来。

## 内容
解放前，编辑“胡小姐”喜欢“余楠”，但是余楠不喜欢他，结果她只好另嫁他人。
余楠在好友“丁宝桂”的邀请下到北平“国学专修社”任职。
“国学专修社”有：余楠、社长“马任之”、副社长“傅今”，“许彦成”、“杜丽琳”夫妇，“朱千里”，“施妮娜”，“陈善保”，“罗厚”，“姜敏”等。
北平已经解放，必须做“政治思想认识发言”，“国学专修社”建立者“姚謇”的遗女“姚宓”做记录，引起了“许彦成”的注意。
许、杜结婚已经5年了，两人曾是同学。杜丽琳是资本家的女儿，美丽而且擅长交际，许彦成则是遗腹子，跟着伯父长大，举止潇洒，成绩优秀，两人曾到英国、美国留学，育有一个女儿“许丽丽”，由许老太太照顾，解放后，两人回到国内。
姚宓是图书管理员，父亲去世后，她和母亲相依为命，同学罗厚喜欢她，陈善保也追求她，姜敏也爱她，令她苦恼。
彦成喜欢到图书馆去，引起了杜丽琳的察觉。
余楠的妻子“宛英”犯胃病，姚宓帮助治疗，不久，姚宓调到外文组工作，妮娜当了图书馆的副主任，主任则是余楠。
余楠相中陈善保做女婿，姜敏跟随杜丽琳，罗厚则跟随朱千里。
姚家母女把这批图书捐给图书馆，令想要吞掉这批图书的妮娜恼火，彦成则帮助姚宓整理图书，令妻子杜丽琳吃醋不已。
一个秋日的周末，彦成邀请姚宓一起登北京香山，结果被姜敏、罗厚、杜丽琳等监视和背后动口舌。
年终时，姚宓作报告得到了表扬，余楠嫉妒不已，他要找稿子的漏洞，他和妮娜、姜敏写文章批判姚宓，别人都爱理不理，余楠的妻子宛英则把姚宓的稿子交给了姚宓。
姚宓爱上了彦成，表达了自己的爱意，彦成十分感动。
新年之后，许母病重，彦成和杜丽琳去天津探视，余楠趁机当了外文组组长，杜丽琳得知丈夫彦成和姚宓偷偷约会，怨恨不已，可是在人前却装作和睦夫妻。
三反运动开始，中国共产党要求知识分子洗去“资产阶级思想”，朱千里第一个被轰下台，余楠为了保住职位，写文章批判自己，朱千里自杀，但是没有成功，丁宝桂写文章批判自己，本想不会通过，但是却意外过关，痛哭不已，妮娜的文章写得好，不用“洗澡”。
“洗澡”之后，重新划定职位、工资和单位，朱千里、姜敏到北京外国语学院当老师，彦成、杜丽琳到北京文学院当老师，姚宓、罗厚到北京图书馆工作，面对离别，这时，彦成和姚宓都有无限的惆怅。

## 主题和风格
该长篇小说是中华人民共和国第一部反映三反运动中知识分子思想改造的长篇小说，书中人物和地名之类都是伪托，并非有意命名生活中的实体名字。
杨绛的长篇小说《洗澡》写出了生活中知识分子细腻的感情和竞争方式，写出了余楠、社长“马任之”、副社长“傅今”，“许彦成”、“杜丽琳”夫妇，“朱千里”，“施妮娜”，“陈善保”，“罗厚”，“姜敏”等知识分子的不同性格和内心活动。